# Берхампур
Берхампур, также — Брамапур (англ. Berhampur, ория ବ୍ରହ୍ମପୁର) — город в индийском штате Орисса. В административном отношении находится на территории округа Ганджам.

## География
Расположен примерно в 160 км к югу от административного центра штата, города Бхубанешвар. Средняя высота над уровнем моря — 26 метров.

## Население
Население города по данным переписи 2011 года составляет 355 823 человека (4-й крупнейший город Ориссы), из них 185 584 мужчины и 170 293 женщины. Уровень грамотности в Берхампуре составляет 90,04 %, что значительного выше среднего по стране показателя. Грамотность среди мужчин составляет 93,83 %, а среди женщин — 85,92 %. Лица в возрасте младше 6 лет составляют 8,2 % населения.

## Экономика и транспорт
Имеют место обработка камня, переработка сельскохозяйственного сырья, химическая промышленность.
В Берхампуре пересекаются национальные шоссе NH-5 (Ченнаи — Калькутта) и NH-59 (Гопалпур — Ахмадабад). Имеется железнодорожное сообщение. В Гопалпуре, на берегу Бенгальского залива — морской порт.

## Известные уроженцы
- Варахагири Венката Гири — бывший президент Индии
- Тапи Дхарма Рао Найду — писатель